# 렉사 (브랜드)

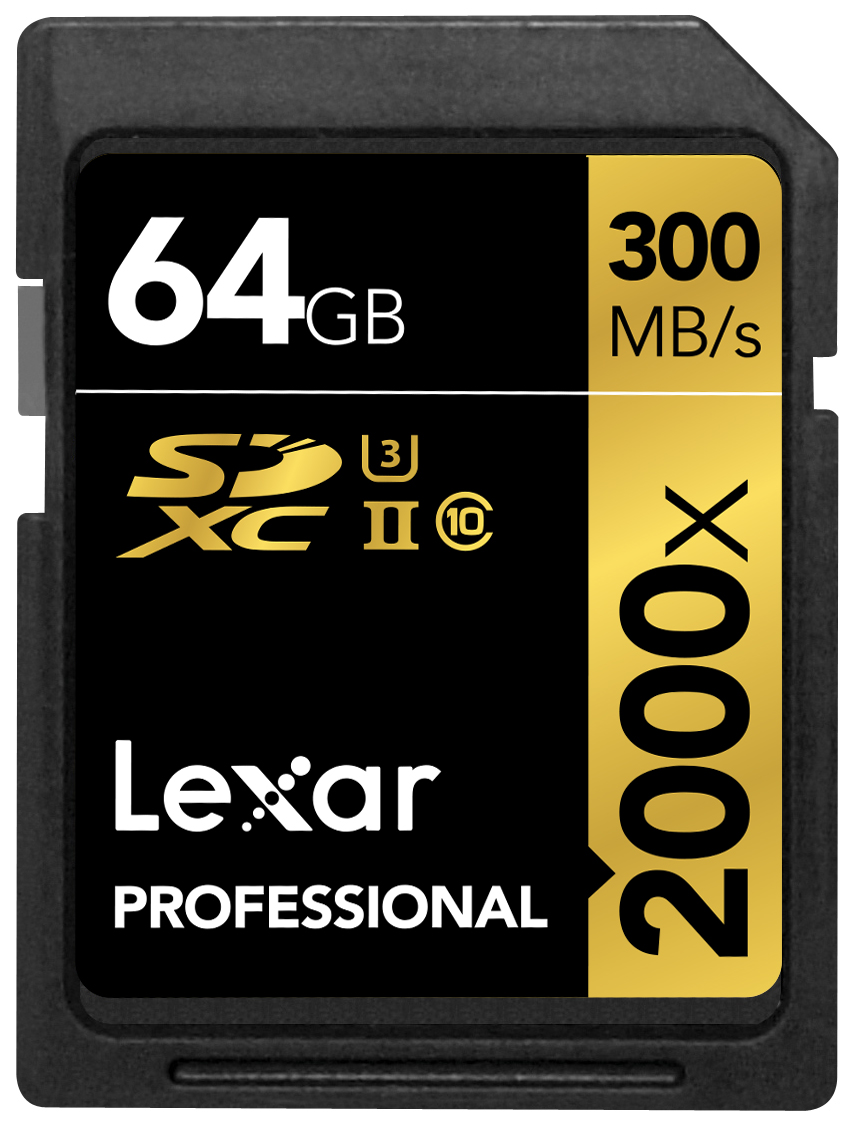
렉사 프로페셔널 2000x 64GB SDXC UHS-II 카드

렉사(Lexar) 또는 렉사 인터내셔널(Lexar International)은 중국 메모리 기업 롱시스(Longsys)가 제조하는 플래시 메모리 제품 브랜드다.
렉사 "점프드라이브"(JumpDrive) 상표는 기술이 처음 채택되었을 때 USB 플래시 드라이브라는 용어와 동의어로 자주 사용되었다.
대한민국 CF, SD & USB 메모리 및 SSD & DRAM 공식 수입업체는 (주)벤로코리아 이다.
(주)벤로코리아 한국 홈페이지 https://benrokorea.co.kr/

## USB 플래시카드
USB 플래시카드(USB FlashCard)는 렉사가 개발하고 2004년 12월 13일에 발표한 플래시 메모리 카드 형식이다.
SD 카드, xD 픽처 카드, 콤팩트플래시 등 다양한 기존 메모리 카드 형식이 있다. USB 플래시카드의 가장 큰 장점은 카드가 실제로 표준 USB 플래시 드라이브라는 것이다. USB 플래시카드는 카드의 전체 두께를 4.5mm 미만으로 유지하는 수정된 USB 타입 A 플러그를 사용한다. 작은 크기와 USB 호환성 덕분에 USB 플래시카드는 예를 들어 카드 리더기 없이도 디지털 카메라나 최신 개인용 컴퓨터에서 액세스할 수 있다.
렉사는 다른 메모리 카드 및 휴대용 장치 제조업체가 이를 채택할 것이라는 희망으로 USB 플래시카드 폼 팩터에 대한 사양을 자사 웹 사이트에 로열티 없는 개방형 포맷으로 게시했다.
렉사에서 공개한 USB 플래시카드 사양에 따르면 크기는 31.75mm × 12mm × 4.5mm이다. 용량은 널리 사용되는 SD 카드(32mm × 24mm × 2.1mm)와 비슷하다. USB 플래시카드는 SD 카드와 길이가 거의 같지만 너비는 절반, 두께는 약 2배이다.